# Rio Santa Rita
O Rio Santa Rita corta o município de Embu Guaçu, estado de São Paulo. Sua nascente se encontra na divisa entre São Lourenço da Serra e Embu-Guaçu, no bairro de Santa Rita, e desagua no Rio Embu-Guaçu, dentro do Parque Ecológico Várzea do Embu-Guaçu.
É o principal afluente do Rio Embu-Guaçu, que juntos contribuem com cerca de 44% da reserva da Represa de Guarapiranga.